# Kommunale Aktionsgemeinschaft zur Bekämpfung der Schnakenplage

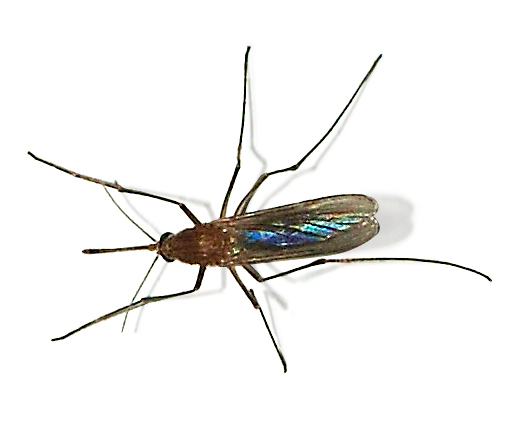
Gemeine Stechmücke (Culex pipiens), eine von 33 Stechmückenarten im Gebiet der KABS

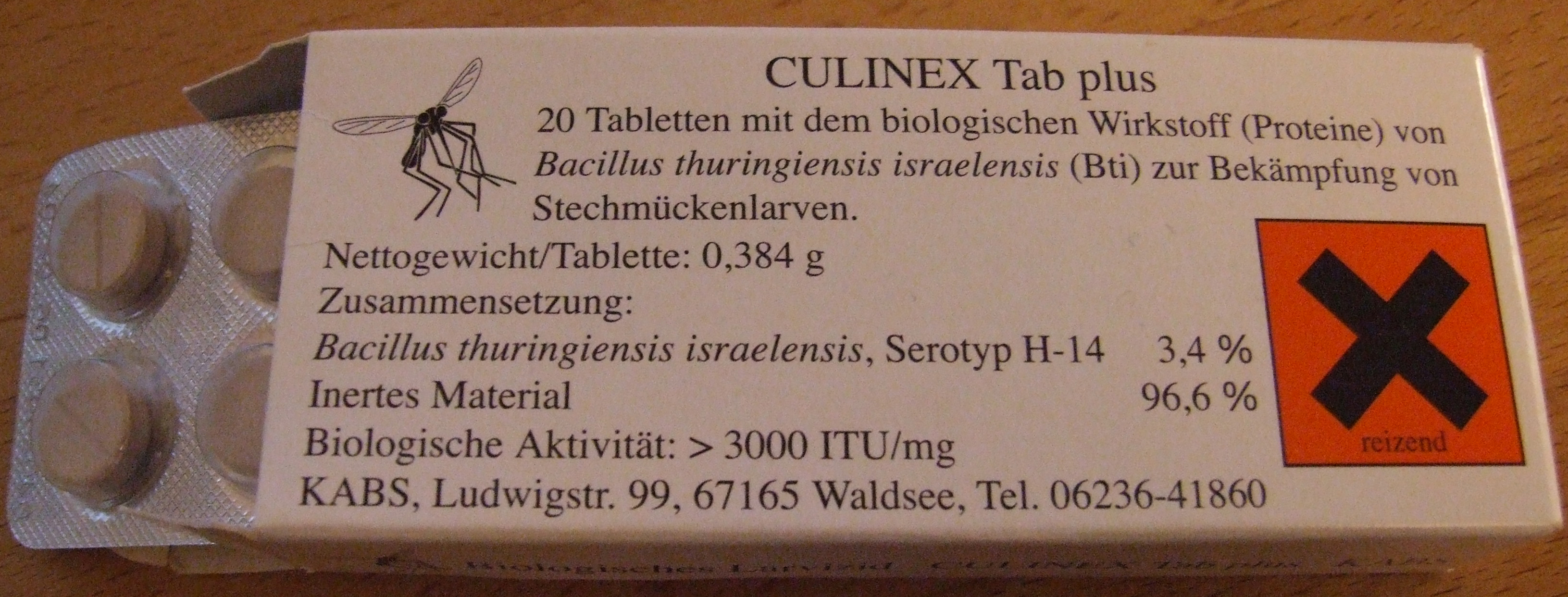
Ergänzend zu den großflächigen Bekämpfungen im Auwaldbereich und sonstigen Feuchtgebieten erfolgt die Ausgabe von CULINEX-Tabletten zur Stechmückenlarvenbekämpfung in Wassertonnen und anderen Brutstätten in Wohngebieten

Die Kommunale Aktionsgemeinschaft zur Bekämpfung der Schnakenplage e. V. (KABS) ist ein eingetragener und als gemeinnützig anerkannter Verein mit Sitz in Speyer. Er wurde 1976 mit 20 Mitgliedern gegründet; aktuell (2023) gehören dem Verband mit dem Ziel der gemeinsamen Bekämpfung der Stechmücken im Gebiet der Oberrheinischen Tiefebene 98 Körperschaften entlang des Oberrheins an, Städte, Gemeinden, Landkreise sowie das Bundesland Baden-Württemberg; davon 49 aus Baden-Württemberg, 18 aus Hessen sowie 31 aus Rheinland-Pfalz. Mit Schnaken sind hier keine Schnaken gemeint, sondern werden im regionalen Idiom Stechmücken bezeichnet: Unter den 33 am Oberrhein auftretenden Stechmückenarten stellt Aedimorphus vexans über 80 Prozent der Individuen – in einem Quadratmeter Uferbereich eines Hochwassertümpels können nicht selten 50.000 Aedes-Eier nachgewiesen werden.
Die Mitarbeiter führen die biologische Stechmückenbekämpfung auf einer Strecke von ca. 300 Rheinkilometern zwischen Bingen und Offenburg auf einer Fläche von etwa 6.000 Quadratkilometern durch. Dabei kommen ausschließlich die vom Bacillus thuringiensis israelensis (BTI) gebildeten Bt-Protein-Toxine zum Einsatz.
Die biologische Bekämpfung geschieht entsprechend dem Überflutungsgrad, der Wegigkeit des Geländes bzw. den gesetzlichen Maßgaben zu Fuß oder mit Hubschraubern. In jedem Fall wird der biologische Wirkstoff, der keine lebenden Bakterien enthalten darf, in die Brutgewässer der Stechmückenlarven ausgebracht. Dort muss der Wirkstoff von ihnen gefressen werden. Erst in ihrem Darm wird der Wirkstoff aktiviert und führt zu einer Auflösung der Darmzellen und somit äußerst selektiv zum Tod der Tiere.

## Verteilung
Der Wirkstoff wird mit Wasser angerührt und mit der Rückenspritze von Mitarbeitern zu Fuß verteilt oder als Eisgranulat mittels zweier Hubschrauber aus der Luft verteilt. 2007 wurden auf diese Weise 260 Tonnen Bekämpfungsmittel von den beiden Hubschraubern und 250 Helfern verstreut. Dies geschah an 84 Bekämpfungstagen, wovon 47 Tage mit Hubschrauberunterstützung erfolgten. Dabei wurden 33.000 Arbeitsstunden abgerechnet und 270.000 km zurückgelegt. Die dadurch entstehenden Kosten in Höhe von 400.000 Euro pro Jahr bescheren den Anwohnern eine Reduzierung der Stechmückenpopulation um 99 % gegenüber unbehandelten Flächen.
Entscheidend für die Wirksamkeit ist dabei der Zeitpunkt des Einsatzes. Stechmücken legen ihre Eier in Senken ab, die höher als der normale Wasserspiegel liegen. Dort können die Eier Jahre bis Jahrzehnte überdauern. Werden die Eier dann bei Hochwasser überflutet, schlüpfen die Larven. Daher ist ein Einsatz immer nach einer Hochwasserwelle unabdingbar. Der Einsatz muss dann zeitnah innerhalb von einer Woche erfolgen, weil nur die Larven durch den Wirkstoff abgetötet werden können.
Zusätzlich werden an die Bürger im KABS-Gebiet für stehende Kleinstgewässer in den Wohngebieten, insbesondere Regentonnen oder Gartenteiche ohne Fischbesatz, kostenlos CULINEX-Tabletten mit dem Wirkstoff ausgegeben. Eine einzige Regentonne kann zur Quelle von mehreren hundert Stechmücken werden.

## Verbandsstruktur
Der auf drei Jahre gewählte Präsident führt den Vorsitz in den Organen und vertritt die Aktionsgemeinschaft; ihm stehen zwei Vizepräsidenten zur Seite. Dabei soll jedes der drei Präsidiums-Mitglieder eines der Bundesländer repräsentieren, in denen die KABS tätig ist.
Den Verbandsvorsitz hat Hartwig Rihm inne, Bürgermeister a. D. Au am Rhein; wissenschaftlicher Direktor ist Dirk Reichle.
Der Verband finanziert sich durch Umlagen (Mitgliedsbeiträge der angeschlossenen Gebietskörperschaften):  2023 müsste eine Stadt wie Neuenburg am Rhein für eine Mitgliedschaft zwischen ca. 40.000 und 50.000 Euro jährlich beitragen.

## Internationale Aktivitäten
Die KABS stellt ihre Fachkunde auch international zur Verfügung. Unter ihrem englischen Namen German Mosquito Control Association ist sie Mitglied in der European Mosquito Control Association und unterstützt über die Weltgesundheitsorganisation weltweit Programme zur Stechmückenbekämpfung.

## Aktuelle Entwicklung

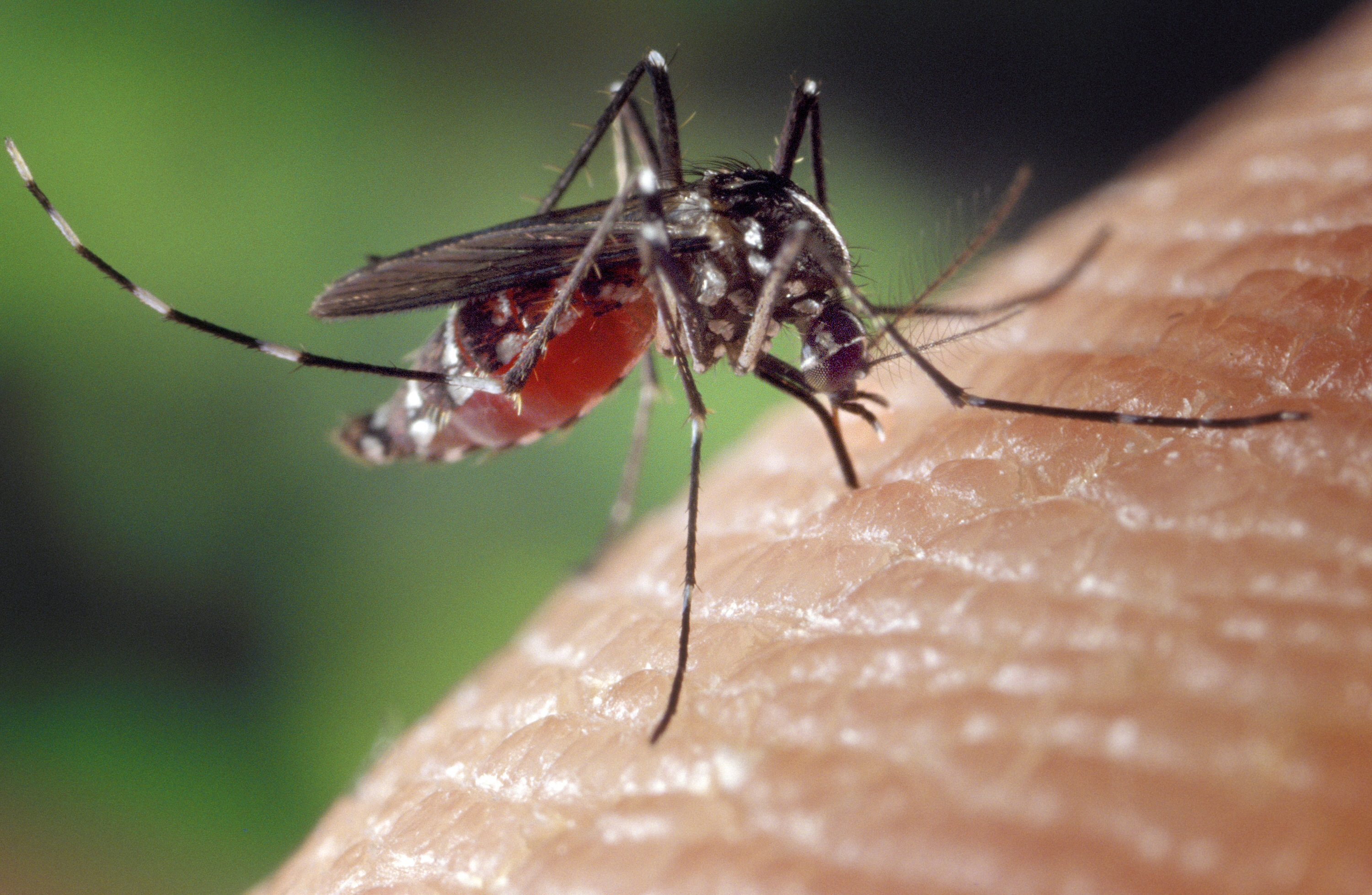
Eine Asiatische Tigermücke Aedes albopictus beim Blutsaugen auf menschlicher Haut mit gesaugtem Blut im Abdomen

Da der Hochwasserschutz eine immer bedeutendere Rolle erlangt, kommt es in naher Zukunft zur vermehrten Ausweisung von Überschwemmungsgebieten (Polder, Integriertes Rheinprogramm (IRP)). Diese Überschwemmungsgebiete sind zusätzliche Stechmücken-Brutgebiete und erfordern zusätzlichen Aufwand, der möglicherweise nur mit der Zuhilfenahme eines dritten Hubschraubers zu bewältigen ist.

### Asiatische Tigermücke
Nachdem die Asiatische Tigermücke (Aedes albopictus, nicht Asiatische Buschmücke Aedes japonicus) im Sommer 2023 in Südbaden als etabliert gilt, spricht man im Bereich von Neuenburg am Rhein (Oberrhein) bereits von einer Tigermücken-Plage und überlegt, zu ihrer Bekämpfung ebenfalls der KABS beizutreten.
Die KABS hält hierzu grundlegende Informationen bereit.

## Kritik
Die flächendeckende Bekämpfung von Stechmücken wird aus ökologischer Sicht kontrovers diskutiert. Das Tour du Valat Research Center in Arles kam 2012 zu dem Ergebnis, dass BTI negative Auswirkungen auf Ökosysteme haben und insbesondere die Nahrungsgrundlage von Vögeln negativ beeinflussen könnte.
Auch eine Forschergruppe der Universität Koblenz-Landau postulierte bei ihrem Projekt Geinsheim negative Auswirkung des BTI-Einsatzes auf die Ökologie, räumt allerdings die mangelnde statistische Signifikanz ihrer Projektergebnisse ein.